# Lijst van voetbalinterlands Filipijnen - Laos
Deze lijst van voetbalinterlands is een overzicht van alle officiële voetbalinterlands tussen de nationale teams van de Filipijnen en Laos. De landen hebben tot nu toe dertien keer tegen elkaar gespeeld. De eerste ontmoeting was een wedstrijd tijdens de Zuidoost-Aziatische Spelen 1995, op 6 december 1995 in Lamphun (Thailand). Het laatste duel, een groepswedstrijd tijdens de Zuidoost-Azië Cup 2024, werd gespeeld in Vientiane op 15 december 2024.

## Wedstrijden
| №  | Plaats              | Datum            | Competitie                          | Wedstrijd         | Uitslag |
| -- | ------------------- | ---------------- | ----------------------------------- | ----------------- | ------- |
| 1  | Lamphun             | 6 december 1995  | Zuidoost-Aziatische Spelen 1995     | Laos − Filipijnen | 1 − 0   |
| 2  | Jakarta             | 10 oktober 1997  | Zuidoost-Aziatische Spelen 1997     | Laos − Filipijnen | 4 − 1   |
| 3  | Bandar Seri Begawan | 3 augustus 1999  | Zuidoost-Aziatische Spelen 1999     | Filipijnen − Laos | 2 − 3   |
| 4  | Vientiane           | 19 mei 2001      | WK 2002 kwalificatie                | Laos − Filipijnen | 2 − 0   |
| 5  | Manilla             | 26 mei 2001      | WK 2002 kwalificatie                | Filipijnen − Laos | 1 − 1   |
| 6  | Bacolod             | 12 november 2006 | Zuidoost-Azië Cup 2007 kwalificatie | Filipijnen − Laos | 1 − 2   |
| 7  | Phnom Penh          | 21 oktober 2008  | Zuidoost-Azië Cup 2008 kwalificatie | Filipijnen − Laos | 1 − 2   |
| 8  | Vientiane           | 24 oktober 2010  | Zuidoost-Azië Cup 2010 kwalificatie | Laos − Filipijnen | 2 − 2   |
| 9  | Hithadhoo           | 22 mei 2014      | AFC Challenge Cup 2014              | Laos − Filipijnen | 0 − 2   |
| 10 | Hanoi               | 22 november 2014 | Zuidoost-Azië Cup 2014              | Filipijnen − Laos | 4 − 1   |
| 11 | Taipei              | 1 december 2017  | Vriendschappelijk                   | Laos − Filipijnen | 1 − 3   |
| 12 | Sylhet              | 3 oktober 2018   | Vriendschappelijk                   | Laos − Filipijnen | 1 − 3   |
| 13 | Vientiane           | 15 december 2024 | Zuidoost-Azië Cup 2024              | Laos − Filipijnen | 1 − 1   |

## Samenvatting
| Competitie                     | Totaal gespeeld | Winst Filipijnen | Gelijk | Winst Laos | Doelsaldo Filipijnen – Laos |
| ------------------------------ | --------------- | ---------------- | ------ | ---------- | --------------------------- |
| WK-kwalificatie                | 2               | 0                | 1      | 1          | 1 − 3                       |
| AFC Challenge Cup              | 1               | 1                | 0      | 0          | 2 − 0                       |
| Zuidoost-Azië Cup              | 2               | 1                | 1      | 0          | 5 − 2                       |
| Zuidoost-Azië Cup-kwalificatie | 3               | 0                | 1      | 2          | 4 − 6                       |
| Zuidoost-Aziatische Spelen     | 3               | 0                | 0      | 3          | 3 − 8                       |
| Vriendschappelijk              | 2               | 2                | 0      | 0          | 6 − 2                       |
| Totaal                         | 13              | 4                | 3      | 6          | 21 − 21                     |

PFF · 
A-internationals · 
Filipijns vrouwenelftal
Afghanistan ·
Australië ·
Azerbeidzjan ·
Bahrein ·
Bangladesh ·
Bhutan ·
Brunei ·
Cambodja ·
China ·
Estland ·
Fiji ·
Guam ·
Hongkong ·
India ·
Indonesië ·
Irak ·
Iran ·
Israël ·
Japan ·
Jemen ·
Jordanië ·
Kirgizië ·
Koeweit ·
Laos ·
Libanon ·
Macau ·
Malediven ·
Maleisië ·
Mongolië ·
Myanmar ·
Nepal ·
Noord-Korea ·
Oezbekistan ·
Oman ·
Oost-Timor ·
Pakistan ·
Palestina ·
Papoea-Nieuw-Guinea ·
Qatar ·
Singapore ·
Sri Lanka ·
Syrië ·
Tadzjikistan ·
Taiwan ·
Thailand ·
Turkmenistan ·
Verenigde Arabische Emiraten ·
Vietnam ·
Zuid-Korea ·
Zuid-Vietnam
LFF · 
A-internationals · 
Laotiaans vrouwenelftal
1960 – 1969 · 
1970 – 1979 · 
1980 – 1989 · 
1990 – 1999 · 
2000 – 2009 · 
2010 – 2019 ·
2020 − 2029
Afghanistan ·
Bangladesh ·
Bhutan ·
Brunei ·
Cambodja ·
China ·
Filipijnen ·
Guam ·
Hongkong ·
India ·
Indonesië ·
Iran ·
Jordanië ·
Kazachstan ·
Koeweit ·
Lesotho ·
Libanon ·
Macau ·
Malediven ·
Maleisië ·
Mongolië ·
Myanmar ·
Nepal ·
Oman ·
Oost-Timor ·
Qatar ·
Saoedi-Arabië ·
Singapore ·
Sri Lanka ·
Syrië ·
Taiwan ·
Thailand ·
Turkmenistan ·
Verenigde Arabische Emiraten ·
Vietnam ·
Zuid-Korea ·
Zuid-Vietnam